# Knut Tore Apeland
Knut Tore Apeland, född 11 december 1963 i Vinje, är en norsk tidigare nordisk kombinationsutövare som tävlade internationellt under 1990-talet, med guldmedaljer i  såväl världsmästerskap som olympiska spel.
Apeland vann två medaljer vid olympiska vinterspel, lagsilver i olympiska vinterspelen  på 3 x 10 kilometer (1992, 1994) samt fyra medaljer vid världsmästerskap (en individuell och tre i lag.